# Амајлије
Амајлије су насељено мјесто у граду Бијељина, Република Српска, БиХ. Према попису становништва из 2013. у насељу је живјело 1.115 становника.

## Становништво
| Националност       | 1991.          | 1981.          | 1971.          | 1961. |
| Срби               | 1.066 (96,03%) | 1.057 (96,26%) | 1.117 (99,20%) | 1.123 |
| Југословени        | 31 (2,79%)     | 39 (3,55%)     | 2 (0,17%)      | 1     |
| Хрвати             | 4 (0,36%)      | 1 (0,09%)      | 1 (0,08%)      | 3     |
| Муслимани          | 4 (0,36%)      |                | 1 (0,08%)      |       |
| остали и непознато | 5 (0,45%)      | 1 (0,09%)      | 5 (0,44%)      | 1     |
| Укупно             | 1.110          | 1.098          | 1.126          | 1.128 |

| Демографија | Демографија | Демографија |
| Година      | Становника  | Становника  |
| ----------- | ----------- | ----------- |
| 1948.       | 947         |             |
| 1953.       | 984         |             |
| 1961.       | 1.128       |             |
| 1971.       | 1.126       |             |
| 1981.       | 1.098       |             |
| 1991.       | 1.110       |             |
| 2013.       | 1.115       |             |

## Познате личности
- Стеван Мићић, рвач, по дједу Стевану Мићићу поријеклом из Амајлија[2]